# Ctimene quadripartita
Ctimene quadripartita är en fjärilsart som beskrevs av Walker 1864. Ctimene quadripartita ingår i släktet Ctimene och familjen mätare. Inga underarter finns listade i Catalogue of Life.